# Distretto di Hiyama (Hokkaidō)
Il distretto di Hiyama (檜山郡?) è uno dei distretti della sottoprefettura di Hiyama, Hokkaidō, in Giappone.
Attualmente comprende il solo comune di Assabu, Esashi e Kaminokuni.